# 오천초등학교 (경북)
오천초등학교는 대한민국 경상북도 포항시 남구 오천읍 용덕리에 있는 공립 초등학교이다.

## 학교 연혁
- 1930년 10월 13일 오천공립보통학교(4년제) 개교설립인가 7월 3일
- 1938년 4월 1일 오천공립심상소학교(6년제)로 개칭
- 1941년 4월 1일 오천공립국민학교 개칭
- 1958년 9월 10일 교가 제정(작사 김경조, 작곡 정진채)
- 1968년 3월 1일 청림국민학교 분리 이관
- 1982년 3월 1일 병설유치원 개원
- 1983년 3월 1일 문덕국민학교 분리 이관
- 1993년 3월 1일 구정국민학교 분리 이관
- 1995년 3월 26일 급식소 준공
- 1995년 12월 5일 체육관 개관식
- 1996년 3월 1일 오천초등학교로 개칭
- 2004년 11월 12일 반딧불도서관 개관 및 학교도서관 활성화 사업
- 2024년 1월 5일 제91회 졸업 (졸업생 66명, 총 17,405명)
- 2024년 3월 1일 제30대 최찬환 교장 취임
- 2024년 3월 1일 학급현황(초등 17학급, 유치원 4학급)
- 2025년 1월 9일 제 92회 졸업 (졸업생 69명)

## 참고 자료
- 오천초등학교 - 한국교육학술정보원 학교알리미